# České Brezovo
České Brezovo (in ungherese Csehberek) è un comune della Slovacchia facente parte del distretto di Poltár, nella regione di Banská Bystrica.
Diede i natali a Bohuslav Tablic (1769-1832), uno dei maggiori poeti del classicismo illuministico slovacco.